# Lucama
La ville de Lucama est située dans le comté de Wilson, dans l’État de Caroline du Nord, aux États-Unis. Sa population s’élevait à 1 108 habitants lors du recensement de 2010, estimée à 1 128 habitants en 2016.

## Démographie
| 1900 | 1910 | 1920 | 1930 | 1940 | 1950 |
| ---- | ---- | ---- | ---- | ---- | ---- |
| 236  | 266  | 316  | 363  | 362  | 405  |

| 1960 | 1970 | 1980  | 1990 | 2000 | 2010  |
| ---- | ---- | ----- | ---- | ---- | ----- |
| 498  | 610  | 1 070 | 933  | 847  | 1 108 |

## Source
- (en) Cet article est partiellement ou en totalité issu de l’article de Wikipédia en anglais intitulé « Lucama, North Carolina » (voir la liste des auteurs).